# Lenz-Typ z
Der Lenz-Typ z waren Zahnraddampflokomotiven, die für die von Lenz & Co. betriebene Eulengebirgsbahn in Schlesien beschafft wurden. Die Maschinenfabrik Esslingen lieferte 1900 drei C1’/b-n4-Lokomotiven.
Zur Unterscheidung von ihnen erhielten die drei 1904 für die Görlitzer Kreisbahn beschafften C/b-n4t-Zahnradlokomotiven die Typenbezeichnung bz.